# Agony & Irony
Agony & Irony es el sexto álbum de estudio de Alkaline Trio y el primero de la banda con la multinacional Epic Records con fecha de lanzamiento para el 1 de julio de 2008.
El álbum fue grabado con el productor Josh Abraham (Linkin Park, 30 Seconds to Mars, Slayer) durante diciembre de 2007 hasta febrero de 2008, cuando en ese mes anunciaron en su MySpace que llevaban tres meses grabando el nuevo álbum pero sin concretar el nombre del nuevo trabajo ni la fecha de salida. Días más tarde confirmaron el título y le fecha. También vía MySpace lanzaron su primer sencillo promocional, "Help Me". En abril de 2008 lanzaron un EP para promocionarlo.
La banda promocionará su nuevo álbum con una gira veraniega por Europa y otro tour por Estados Unidos.

## Listado de canciones
1. “Calling All Skeletons” - 3:18
2. "Help Me" - 3:44
3. “In Vein” - 3:56
4. “Over And Out” - 3:13
5. “I Found Away” (con Douglas P.) - 4:00
6. “Do You Wanna Know?” (bonus track) - 3:36
7. “Live Young, Die Fast” - 4:13
8. “Love Love Kiss Kiss” - 3:25
9. “Lost & Rendered” - 3:22
10. “Ruin It” - 3:36
11. “Into the Night” - 3:23
12. "In My Stomach" (bonus track de iTunes) - 3:53
13. "Love Love Kiss Kiss" (acústica, bonus track de iTunes) - 3:08

## CD bonus
1. "Burned In The House" - 4:26
2. "Maybe I'll Catch Fire" (acústica) - 3:04
3. "Live Young, Die Fast" (acústica) - 3:19
4. "Into The Night" (acústica) - 3:12
5. "Over And Out" (acústica) - 2:47
6. "Lost & Rendered" (acústica) - 3:13

## Sencillos
- "Help Me"
- "I Found Away"

## Créditos
- Matt Skiba - cantante, guitarra
- Dan Andriano - cantante, bajo
- Derek Grant - batería